# Prosymna ruspolii
Espèce
Synonymes
- Asthenophis ruspolii Boulenger, 1896
- Prosymna agrestis Scortecci, 1929
- Prosymna ambigua ruspolii (Boulenger, 1896)
- Prosymna ruspolii keniensis Broadley, 1980

Prosymna ruspolii est une espèce de serpents de la famille des Lamprophiidae. 

## Répartition
Cette espèce se rencontre dans le sud de l'Éthiopie, dans le sud de Somalie, au Kenya et en Tanzanie.

## Étymologie
Cette espèce est nommée en l'honneur d'Eugenio Ruspoli.

## Publication originale
- Boulenger, 1896 : A list of the reptiles and batrachians collected by the late Prince Eugenio Ruspoli in Somaliland and Gallaland in 1893. Annali del Museo civico di storia naturale di Genova, ser. 2, vol. 17, p. 5-14 (texte intégral).